# Milton (Carolina del Nord)
Milton és una població dels Estats Units a l'estat de Carolina del Nord. Segons el cens del 2000 tenia 132 habitants.

## Demografia
Segons el cens del 2000, Milton tenia 132 habitants, 65 habitatges i 41 famílies. La densitat de població era de 134,1 habitants per km².
Dels 65 habitatges en un 10,8% hi vivien nens de menys de 18 anys, en un 43,1% hi vivien parelles casades, en un 15,4% dones solteres, i en un 36,9% no eren unitats familiars. En el 33,8% dels habitatges hi vivien persones soles el 20% de les quals corresponia a persones de 65 anys o més que vivien soles. El nombre mitjà de persones vivint en cada habitatge era de 2,03 i el nombre mitjà de persones que vivien en cada família era de 2,51.
Per edats la població es repartia de la següent manera: un 12,1% tenia menys de 18 anys, un 5,3% entre 18 i 24, un 21,2% entre 25 i 44, un 26,5% de 45 a 60 i un 34,8% 65 anys o més.
L'edat mediana era de 52 anys. Per cada 100 dones de 18 o més anys hi havia 61,1 homes.
La renda mediana per habitatge era de 37.917 $ i la renda mediana per família de 41.750 $. Els homes tenien una renda mediana de 35.000 $ mentre que les dones 20.625 $. La renda per capita de la població era de 20.343 $. Entorn de l'11,8% de les famílies i el 19,9% de la població estaven per davall del llindar de pobresa.

## Poblacions més properes
El següent diagrama mostra les poblacions més properes.